# Maashorst

Maashorsts läge

Maashorst är en kommun i provinsen Noord-Brabant i Nederländerna. Kommunens totala area är 138,24 km² och invånarantalet är på 59.209 (2024).